# Екрем Баша
Екрем Баша (на албански: Eqrem Basha) е един виден албански поет и писател.

## Биография
Баша е роден в 1948 година в западномакедонския град Дебър, тогава във Федеративна народна република Югославия. Начално училище завършва в родния си град, след което в началото на 70-те учи албанска литература в новосъздадения Прищински университет с преподаване на албански. Като студент Баша публикува новели, поезия и телевизионни рецензии. В 1972 година започва работа във вестник „Рилиндя“. По-късно работи за Прищинската телевизия като редактор на отдела за телевизионна драма. Уволнен е по политически причини след като сръбските власти установяват контрол върху телевизията на 5 юли 1990 г. В 1994 година основава издателската къща „Дукагин“.
Баша е автор на 8 стихосбирки, издадени от 1971 до 1995, на три сборника с разкази и на много преводи, в частност на френска литература и драма.